# Ladislav Falta
Ladislav Falta (30. ledna 1936, Opočno – 18. prosince 2021) byl český sportovní střelec, reprezentant Československa, olympionik, který získal v Mnichově na Letních olympijských hrách 1972 stříbrnou medaili ve sportovní střelbě. Mimo to patří k jeho úspěchům titul mistra Evropy z let 1969 a 1971 a titul vicemistra světa z roku 1970. Podle Cibulkových seznamů patřil ke spolupracovníkům StB.

## Účast na OH
- LOH 1964 – 9. místo
- LOH 1968 – 10. místo
- LOH 1972 – 2. místo

## Úspěchy na MS a ME
- ME 1969 (Plzeň) – 1. místo (VP 30 + 30)
- ME 1969 (Plzeň) – 3. místo (RP 2x 30)
- ME 1969 (Plzeň) – 1. místo (StP 20 + 20 + 20)
- MS 1970 (Phoenix) – 2. místo (RP 2x 30)
- ME 1971 (Suhl) – 1. místo (RP 2x 30)